# Guerra otomana-persa (1775-1776)
La Guerra Otomano-Persa de 1775-1776 fue un enfrentamiento entre el Imperio Otomano y la dinastía Zand de Persia. Los persas, gobernados por Karim Khan y dirigidos por su hermano Sadeq Khan Zand,invadieron el sur de Irak y, después de asediar Basora durante un año, tomaron la ciudad de los otomanos en 1776. Estos, incapaces de enviar tropas, dependían de los gobernadores mamelucos para defender esa región.
El sultán otomano Abdülhamid I, en un intento de reunir tropas y provisiones para esta guerra, nombró a Suleiman al-Jalili mubayaaci (oficial de provisiones), ordenándole que enviara provisiones a Bagdad, lo que ignoró; en cambio restringió a los comerciantes la venta de sus mercancías.